# Та ніч у Ріо
«Та ніч у Ріо» (англ. That Night in Rio) — американський комедійний мюзикл режисера Ірвінга Каммінгса 1941 року.

## Сюжет
Шоу в одному з вар'єте Ріо-де-Жанейро. Ларрі Мартін показує свій коронний номер — сатиричну пародію на відомого місцевого донжуана і гульвісу барона Дуарте. І треба ж такому статися, що саме сьогодні барон з баронесою вирішили відвідати вар'єте! Як не дивно, скандалу не відбувається. Барон Дуарте віддає належне таланту і майстерності артиста. Тим більше, що Ларрі Мартін і барон Дуарте схожі, як дві краплі води …

## У ролях
- Еліс Фей — баронеса Сесілія Дуарте
- Дон Амічі — Ларрі Мартін / барон Мануель Дуарте
- Кармен Міранда — Кармен
- С. Ц. Сакалл — Артур Пенна
- Дж. Керолл Нейш — Мачадо
- Курт Боїс — Феліс Саллес
- Леонід Кінскі — монсеньйор П'єр Дюфонд
- Бандо да Луа — камео
- Френк Пулья — Педро
- Лілліен Портер — Луїза